# Petržel
Petržel (Petroselinum) je rod dvouletých rostlin z čeledi miříkovitých (Apiaceae), jehož zástupci mají široké využití v potravinářství. Pochází z východního Středozemí a rozšířila se do celého mírného pásma.
Tak jako většina miříkovitých jsou petržele dvouleté rostliny, které první rok vytvářejí přízemní růžici listů a shromažďují zásoby ve ztlustlém hlavním kořeni, aby druhý rok vyhnaly mohutnou lodyhu s okoličnatým květenstvím, plodem je nažka. Nejznámější druhy jsou petržel zahradní (Petroselinum crispum) a petržel zahradní italská (Petroselinum /crispum/ neapolitanum), u níž není úplně jasné, je-li samostatným druhem, nebo spíše poddruhem (druhá možnost je zmiňována častěji)
Petržel se v Česku pěstuje převážně ve dvou kultivarech:
- Petroselinum crispum convar. radicosum Hill – petržel obecná kořenová,
- Petroselinum crispum convar. vulgare Danert – petržel obecná naťová[1]

Kromě potravinářství nachází petržel odpradávna uplatnění i v lékařství.

## Pojmenování
Petržel odpovídá latinskému petroselinum a to řeckému πετροσέλινον (petroselinon). První část slova petra (skála) je připojena k selinon označujicí také celer.
Lidově, zejména na Moravě, se používají různé hláskové obměny slova petržel např. petrželí, petružel, petržal aj. Slezské označení je petruška.

## Složení
Účinnou látkou obsaženou ve všech částech rostliny je silice (7 % v plodech, 0,5 % v kořenech), jejíž hlavní součástí je apiol. Dále obsahuje myristicin, pinen, felandren, cymol, terpeny a další. Obsahuje také flavonoidy, polyacetyleny, furanokumariny, sliz a sacharidy. Petržel je také zdrojem provitaminu A a vitaminů B, C, E, a minerálních látek draslíku, hořčíku, železa, vápníku, sodíku a fosforu. List obsahuje větší množství kyseliny listové.
Tabulka udává dlouhodobě průměrný obsah živin, prvků, vitamínů a dalších nutričních parametrů zjištěných v syrovém kořeni petržele.
| Složka          | Jednotka | Průměrný obsah | Prvek (mg/100 g) | Průměrný obsah | Složka (mg/100g) | Průměrný obsah |
| --------------- | -------- | -------------- | ---------------- | -------------- | ---------------- | -------------- |
| voda            | g/100 g  | 83,1           | Na               | 33             | vitamin C        | 190            |
| bílkoviny       | g/100 g  | 3,0            | K                | 760            | vitamin D        | 0              |
| tuky            | g/100 g  | 1,3            | Ca               | 200            | vitamin E        | 1,7            |
| cukry           | g/100 g  | 2,3            | Mg               | 23             | vitamin B6       | 0,09           |
| celkový dusík   | g/100 g  | 0,47           | N                | 64             | vitamin B12      | 0              |
| vláknina        | g/100 g  | 5,0            | Fe               | 7,7            | karoten          | 4,04           |
| mastné kyseliny | g/100 g  | 0              | Cu               | 0,03           | thiamin          | 0,10           |
| cholesterol     | g/100 g  | 0              | Zn               | 0,7            | riboflavin       | 0,06           |
| energie         | kJ/100 g | 141            | Mn               | 0,2            | niacin           | 1,0            |

## Působení
Silice drážděním ledvinového parenchymu zvyšuje diurézu, tento účinek zvyšují současně i flavonoidy. Spasmolytické působení na cévy napomáhá zvýšení průtoku krve v ledvinách. Působí na rozšíření artérií, čímž nepatrně snižuje krevní tlak. Působení na trávicí trakt se projevuje zvýšením sekrece trávicích enzymů a uvolněním křečí hladkého svalstva.

## Použití
Droga vykazuje účinky uvolňující střevní plyny, protikřečové, podporující odkašlávání, proti střevním parazitům i vyvolávající nebo upravující nepravidelné měsíčky. Tradičně je užívána k léčbě zánětů močového ústrojí a nedostatečného vylučování moči, při poruchách trávení spojených s nadýmáním, střevních křečích, průduškovém kašli ve stáří a poruchách menstruace. Způsobuje prokrvení pohlavních orgánů – mírné afrodiziakum.

## Kontraindikace
Při zánětlivém onemocnění ledvin a v době těhotenství a kojení se nedoporučuje překračovat běžné dávky přijímané v zelenině (petržel byla nedílnou součásti výbavy andělíčkářek).

### Nežádoucí účinky
Obsahové látky petržele mohou způsobovat reakce na světlo po zevním dotyku s pokožkou. Chronické užívání vysokých dávek drogy může vést k poruchám pigmentace, celkovému svědění, poškození jater, zánětu ledvin, poklesu počtu krevních destiček a anémii.

## Příprava drogy
Semena (Petroselini fructus) se sbírají před dozráním, nejčastěji v srpnu. Sbírá se zpravidla celé květenství, ze kterého se po vysušení semena jednoduše vymlátí. Kořeny (Petroselini radix) se sbírají na podzim prvního roku nebo jaře druhého roku. Při přípravě je důležité rychlé sušení suroviny, aby nedocházelo ke ztrátám silice.

## Užívání
Nálev ze sušené byliny se užívá nejčastěji v močopudných diuretických čajových směsích. Doporučená denní dávka je zápar připravený z jednoho gramu semen (čtyř čajových lžiček) na šálek vody. Nálev připravený z kořene má slabší účinek než nálev ze semen.
Přírodní petrželová šťáva z čerstvé nati je výborným prostředkem k odpuzování hmyzu. Též při štípnutí hmyzem se doporučuje postižené místo potřít čerstvou petrželkou. Odvar z petrželové natě působí jako vlasové tonikum, které může oživit lesk vlasů.

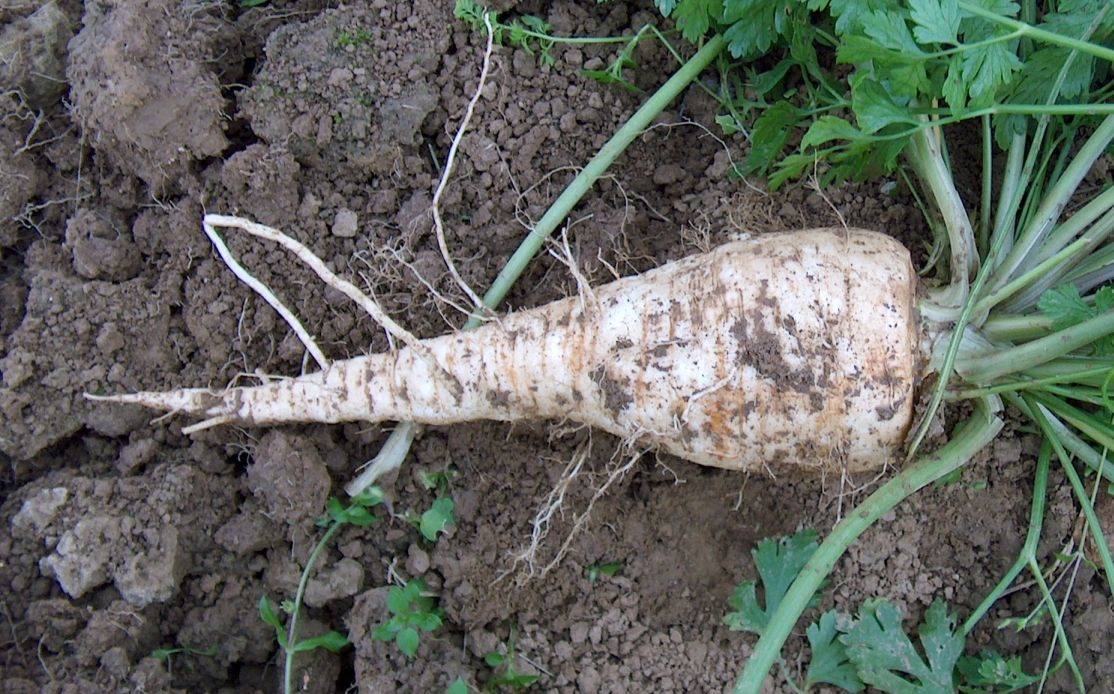
Petržel kořenová

## Pěstování

### Petržel kořenová
Rané odrůdy mající význam pro pěstování v zahrádkách, se vysévají již na podzim (říjen až listopad), pozdní odrůdy pěstované ve velkém na poli se vysévají co nejdříve zjara. Klíčí v závislosti na teplotě cca 6 týdnů.
Vyžaduje půdu hluboko zrytou, aby mohl kořen do spodních vrstev dobře vrůstat. Nesnáší čerstvý hnůj, ale průmyslová hnojiva jí prospívají. Vysévá se do řádků vzdálených od sebe cca 30 cm a to řídce, aby narostly mohutné kořeny. Prospívá ji okopávání a závlaha. Sklízí se na podzim před příchodem mrazů. Používá se jako kořenová zelenina.

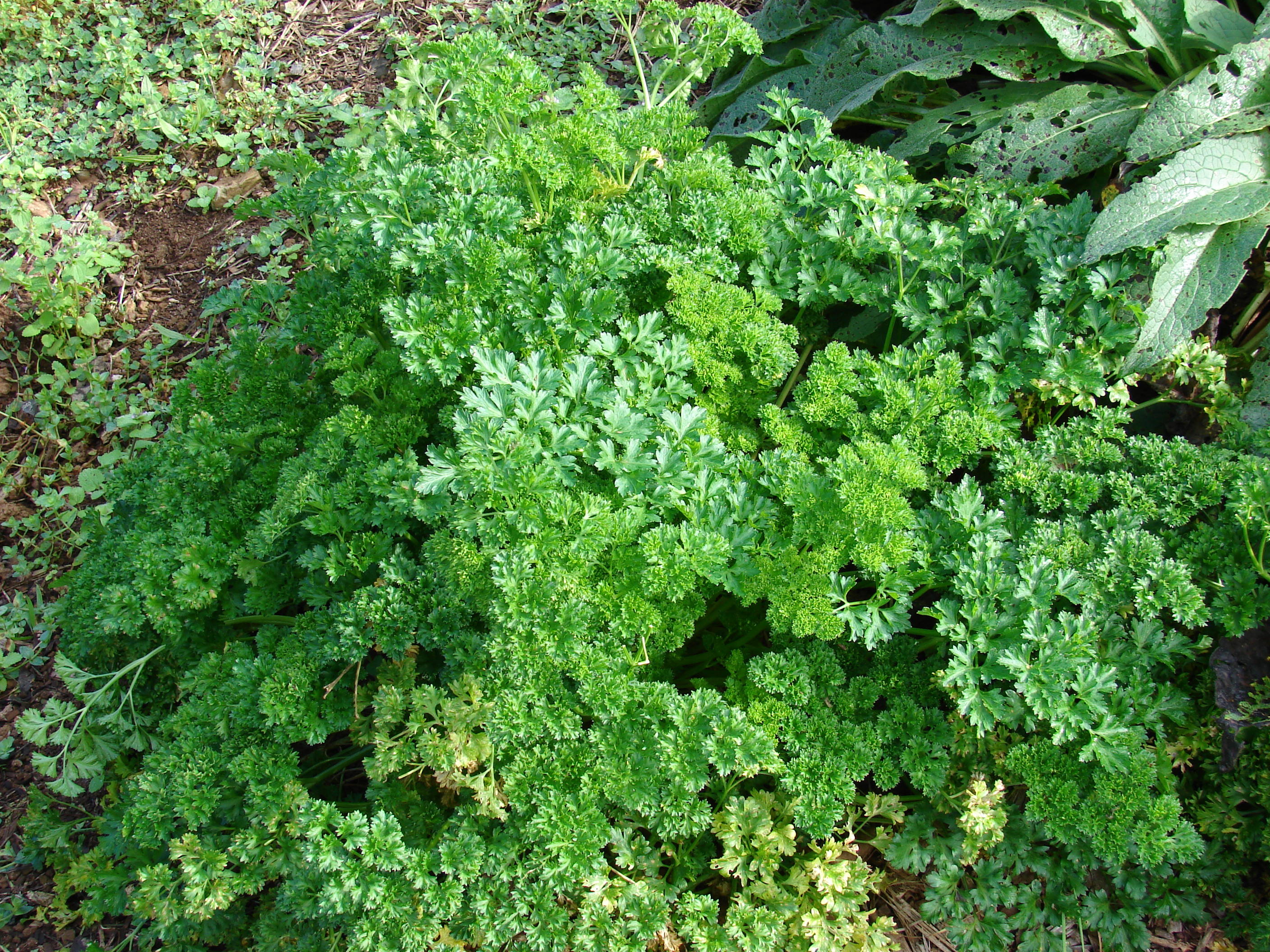
Petržel listová – kudrnka

### Petržel listová – kudrnka
Vysévá se v srpnu nebo září. Do příchodu mrazů vyrostou listy, které lze sklízet i v zimě. Není tak náročná na hluboké zpracování půdy jako kořenová a může se vysévat hustěji. Lze ji se pěstovat i v bytě. Používají se jen její listy, které slouží jako zelené koření a ozdoba pokrmů.
Rozeznává se petržel s listem hladkým nebo kadeřavým (kudrnka).